# Speen, Berkshire
Speen är en ort och civil parish i Storbritannien.   Den ligger i kommunen West Berkshire i riksdelen England, i den södra delen av landet, 90 km väster om huvudstaden London. Speen ligger 95 meter över havet och antalet invånare är 2 635.
Terrängen runt Speen är platt. Runt Speen är det ganska tätbefolkat, med 239 invånare per kvadratkilometer. Närmaste större samhälle är Newbury, 1,8 km sydost om Speen. Omgivningarna runt Speen är en mosaik av jordbruksmark och naturlig växtlighet.